# Tshumbe
Tshumbe est une localité du territoire de Lubefu dans la province de Sankuru en République démocratique du Congo.

## Géographie
La localité est proche de la route RP 807 à 174 km au sud-ouest du chef-lieu territorial Lodja. 

## Histoire
En juin 2013, la localité se voit conférer le statut de ville, constituée de deux communes : Okitongombe et Otete.

## Administration
En 2019, la localité n'a plus le statut de ville, ni de commune rurale. Elle est localisée sur le secteur de Mondja Ngandu entre Kalema et Wembo-Nyama.